# Kuna Pelješka
Kuna Pelješka je vesnice v opčině Orebić v Chorvatsku, v Dubrovnicko-neretvanské župě. V roce 2001 žilo v obci 258 obyvatel.

## Poloha
Vesnice je situována ve vnitrozemí poloostrova Pelješac v nadmořské výšce 400 metrů, při vedlejší silnici, mezi vesnicí Oskorušno na severozápadě a Pijavičino na jihovýchodě. Nejbližší pobřeží je 6 km na severovýchod ve vesnici Crkvice. Obyvatelé se věnují především vinařství. Vesnice je sídlem farnosti Kuna, která je rozlohou největší farností na poloostrově.

## Turistické zajímavosti
Hlavní památkou je františkánský klášter z 18. století. Autorem některých obrazů v klášteře je malíř Celestin Medović, místní rodák, který v klášteře žil jako františkánský mnich. Klášterní kostel Panny Marie Loretánské ze 17. století je jedním z největších kostelů na poloostrově. Farním kostelem je kostel Nanebevzetí Panny Marie ze 16. století.

## Galerie

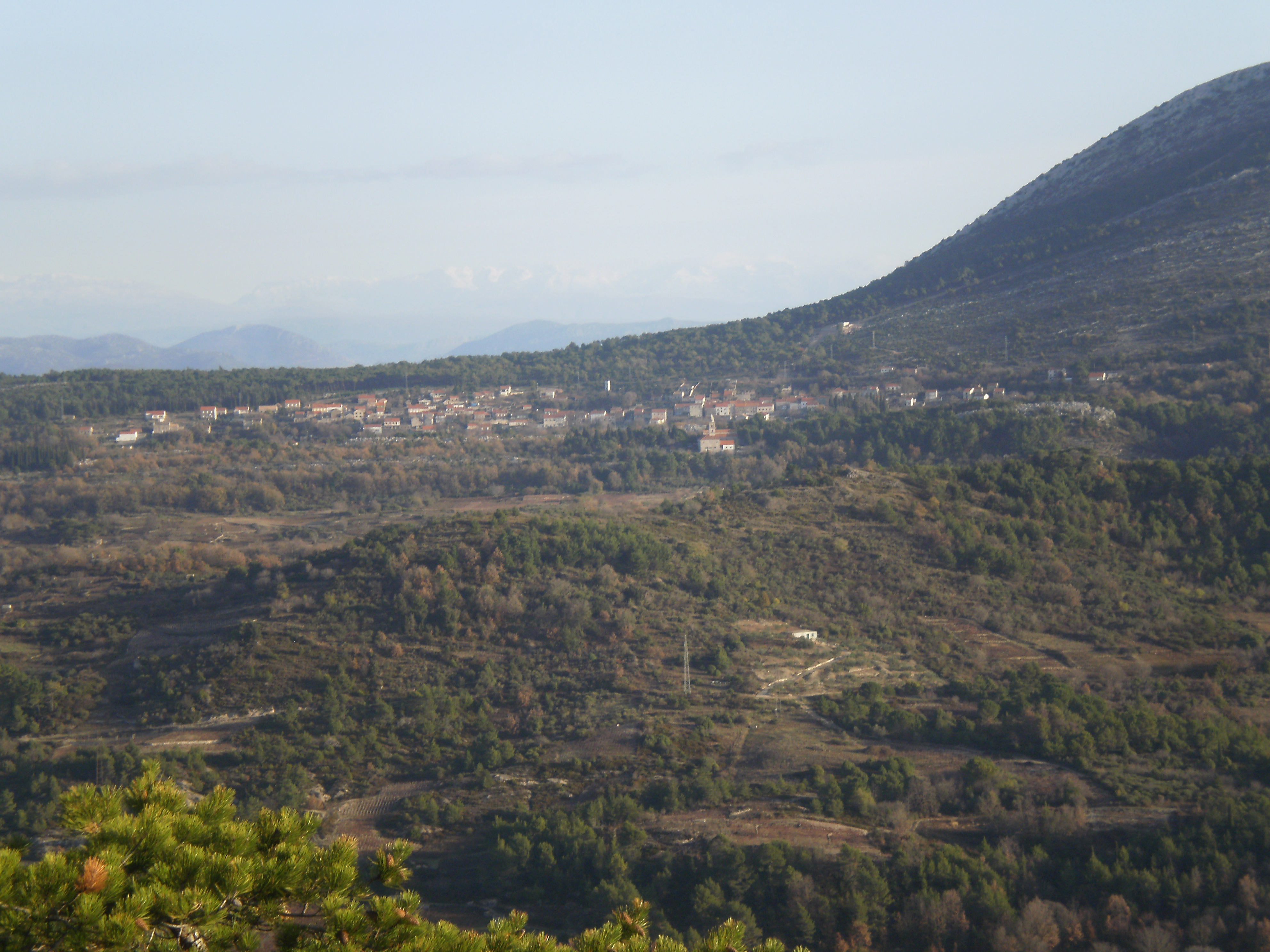
Panoráma obce od jihu
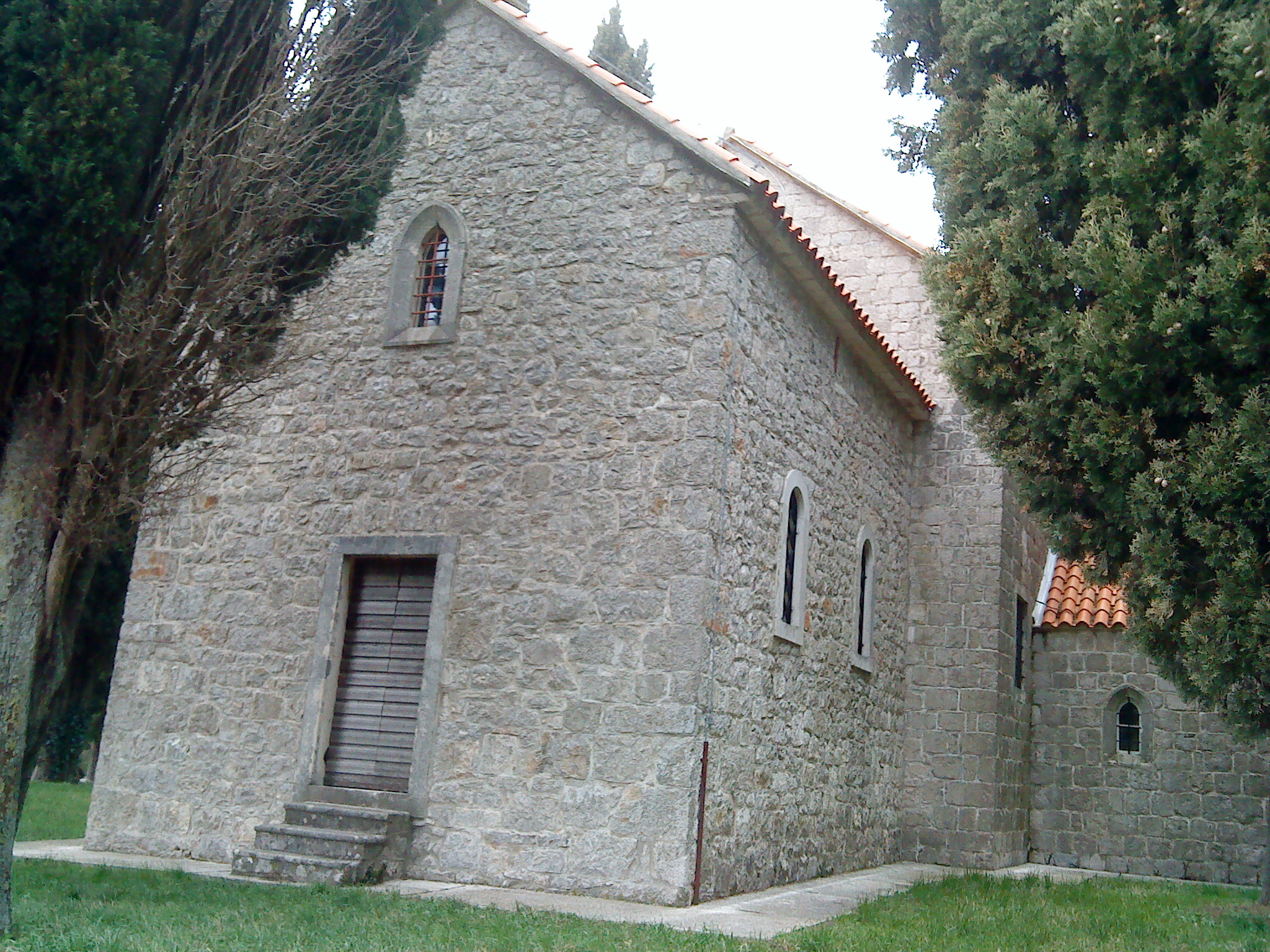
Kostel Matky Boží
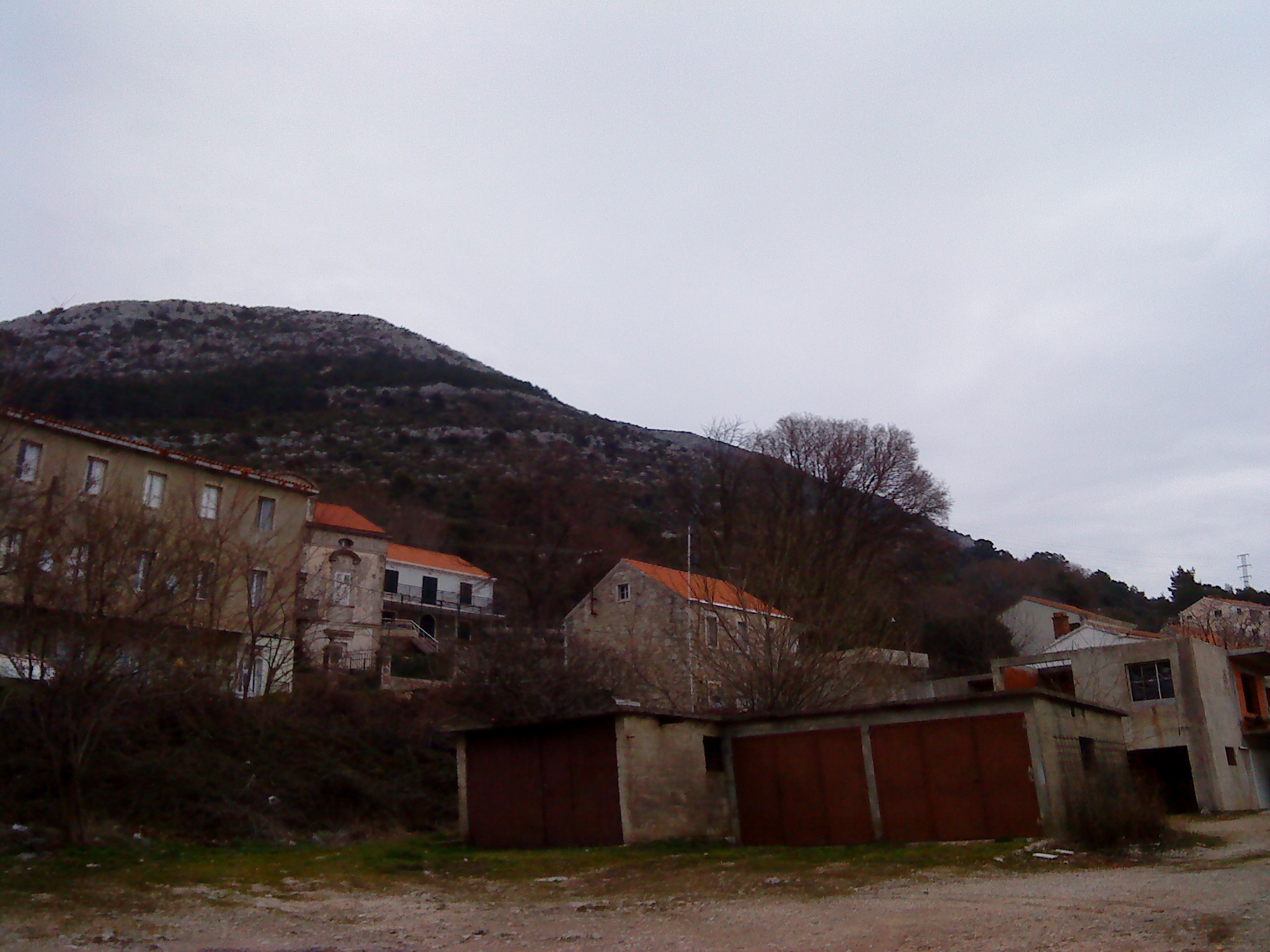
Kuna Pelješka
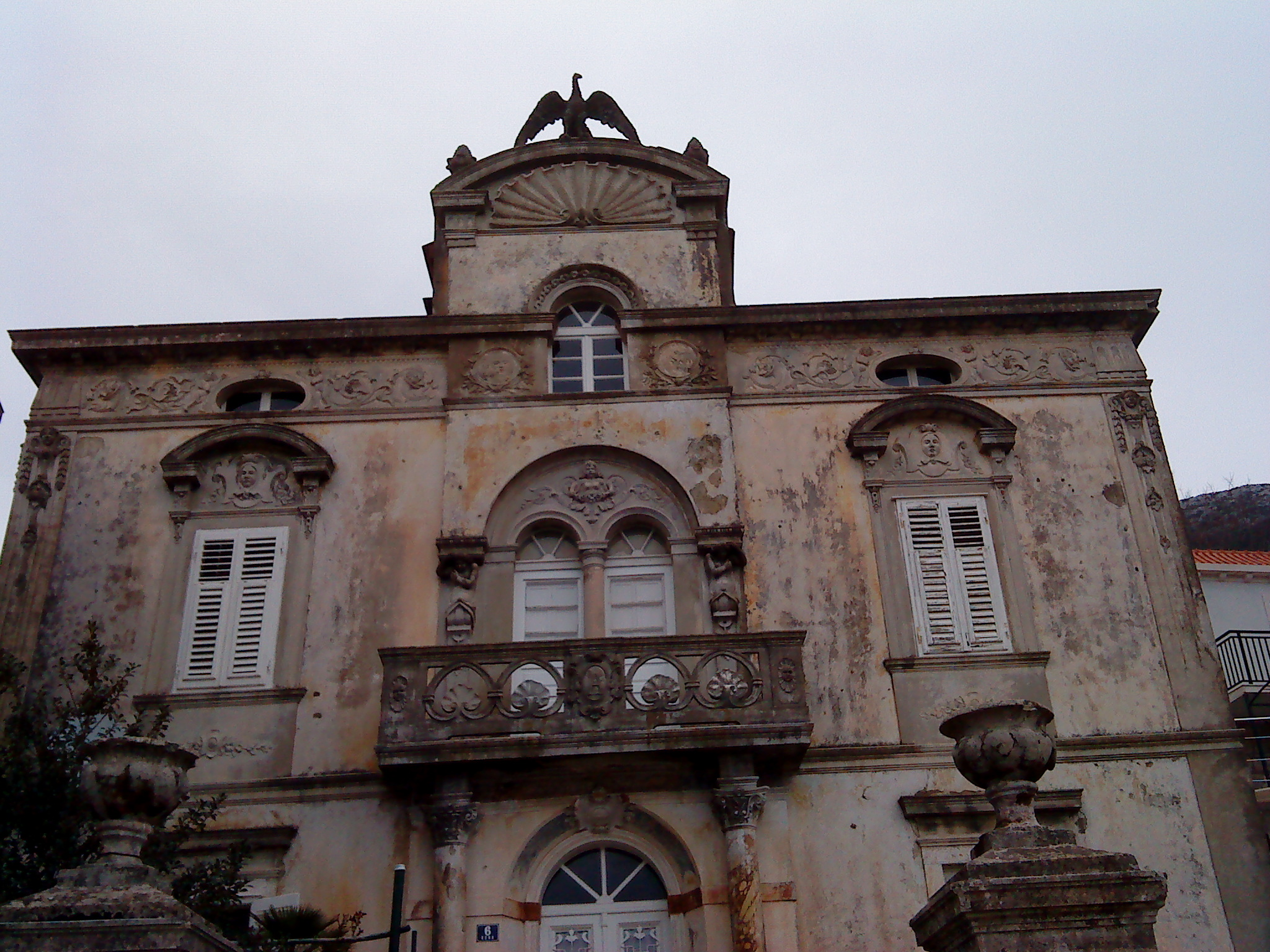
Starý dům
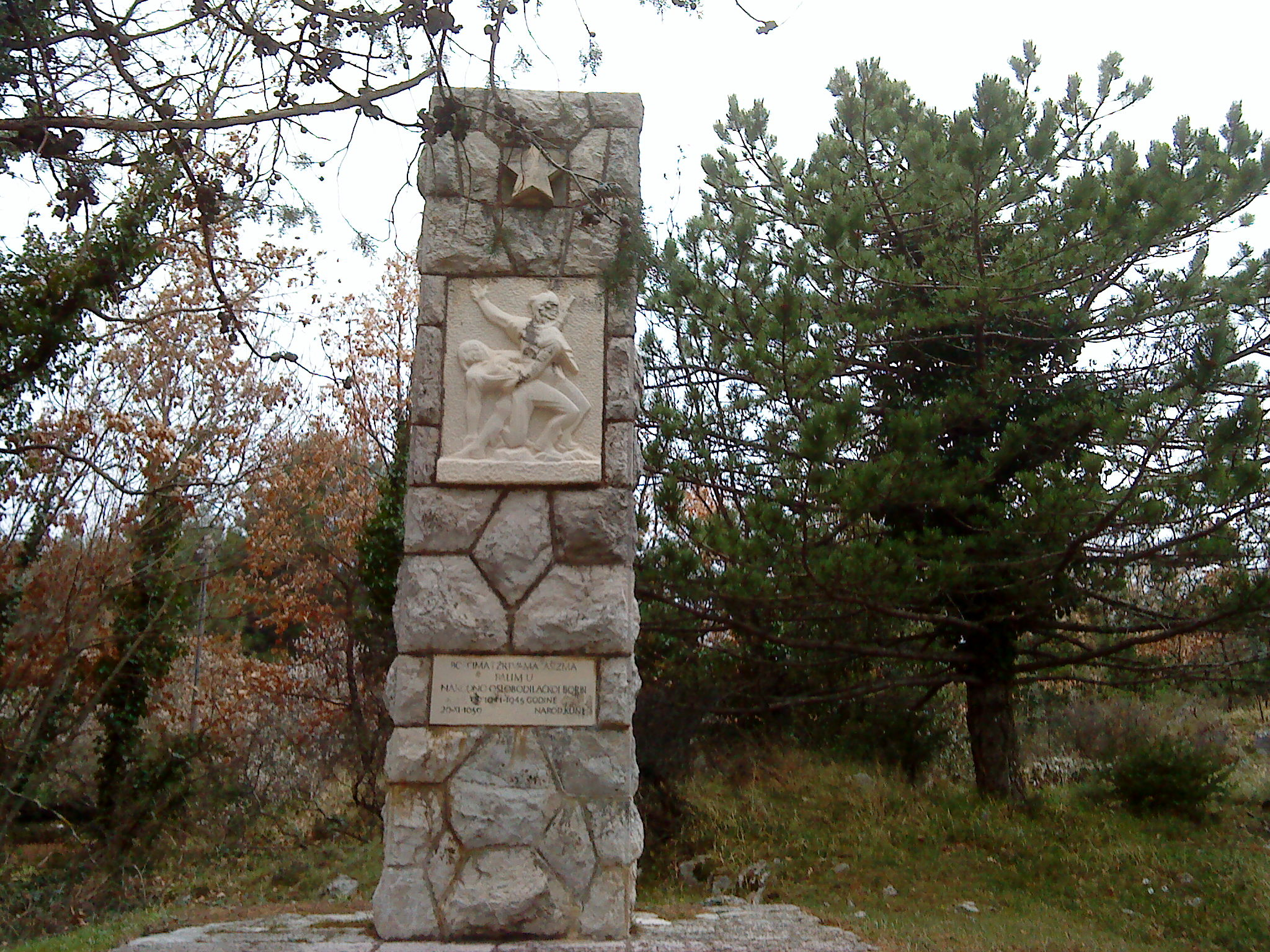
Partyzánský památník
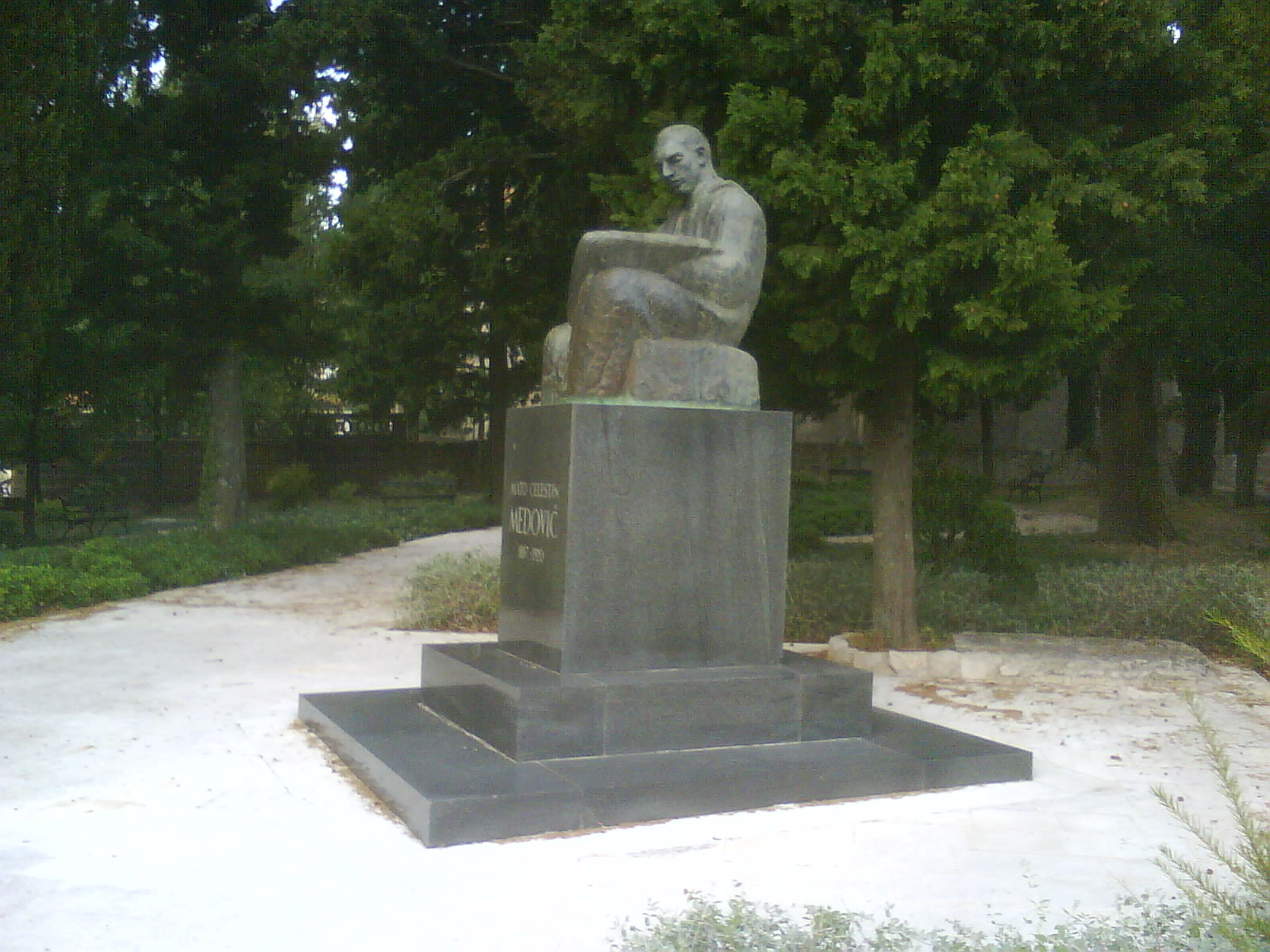
Socha Celestina Medoviće